# Болтаев, Газиз Минеевич
Газиз Минеевич Болтаев (15 апреля 1925, Астраханская область — 23 ноября 1988) — советский военнослужащий, участник Великой Отечественной войны, полный кавалер ордена Славы, командир орудийного расчёта 247-го отдельного истребительно-противотанкового артиллерийского дивизиона, сержант — на момент последнего представления к награждению орденом Славы.

## Биография
Родился 15 апреля 1925 года в селе Новая Кучергановка Наримановского района Астраханской области. Татарин. Образование среднее. Работал в колхозе.
В январе 1943 года был призван в Красную армию Наримановским райвоенкоматом Сталинградской области. С октября 1943 года в боях с захватчиками на 2-м Прибалтийском фронте. Воевал в составе 247-го отдельного истребительно-противотанкового артиллерийского дивизиона 379-й стрелковой дивизии заряжающим, командиром расчёта.
24-25 июля 1944 года в бою в районе населённого пункта Кашино заряжающий орудийного расчёта младший сержант Болтаев, отражая контратаку противника, в составе расчёта прямой наводкой поразил пулемёт и группу солдат, подавил вражеское орудие. Был ранен, но остался в строю.
Приказом командира 379-й стрелковой дивизии от 20 августа 1944 года младший сержант Болтаев Газиз Минеевич награждён орденом Славы 3-й степени.
14 сентября 1944 года сержант Болтаев, следуя в боевых порядках стрелковых подразделений, вместе со своим расчётом близ населённого пункта Ерцени в 10 км северо-восточнее посёлка Эрия подавил 2 противотанковых орудия, рассеял и истребил до взвода живой силы противника.
Приказом от 5 декабря 1944 года сержант Болтаев Газиз Минеевич награждён орденом Славы 2-й степени.
14 ноября 1944 года командир орудийного расчёта Болтаев в бою у населённых пунктов Брувас, Целми был тяжело ранен.
В декабре 1944 года был демобилизован по ранению. Вернулся на родину.
Приказом от 6 ноября 1945 года сержант Болтаев Газиз Минеевич награждён орденом Славы 3-й степени.
Указом Президиума Верховного Совета СССР от 4 июля 1973 года в порядке перенаграждения Болтаев Газиз Минеевич награждён орденом Славы 1-й степени. Стал полным кавалером ордена Славы.
Жил в селе Новая Кучергановка. Работал инженером по техническому снабжению на птицефабрике. Скончался 23 ноября 1988 года.
Награждён орденами Отечественной войны 1-й степени, Славы 3-х степеней, медалями, в том числе «За боевые заслуги».